# Stefan Jansen
Pour les articles homonymes, voir Jansen.
Stefan Jansen (né le 4 juillet 1972 à Veghel dans le Brabant-Septentrional aux Pays-Bas) est un joueur de football néerlandais, qui jouait en tant qu'attaquant.
Jansen commença sa carrière professionnelle lors de la saison 1990-1991 avec le club du Roda JC. Il a ensuite joué pour le FC Den Bosch, Cambuur Leeuwarden, Salernitana, Ischia Isolaverde, TOP Oss, NEC Nimègue, FC Den Bosch, SW Bregenz puis enfin FC Zwolle.
Il est connu pour avoir terminé meilleur buteur du championnat des Pays-Bas D2 lors de la saison 2000-01.